# Draganowo (Burgas)
Draganowo (auch Draganovo geschrieben, bulgarisch Драганово) ist ein Dorf in der Gemeinde und gleichnamigen Provinz/Oblast Burgas im Südosten Bulgariens. Bis 1934 trug das Dorf den Namen Arnautkköy (bulg. Арнауткьой).
Draganowo liegt im Balkangebirge rund 25 km nördlich vom Gemeindezentrum Burgas. Rund 4 km östlich befindet sich die Dorfgemeinde Brjastowez, über welches auch die einzige Straße im Dorf führt. In der Nähe von Draganowo entspringt der Fluss Acheloj, der im Schwarzen Meer mündet. Der Verkehrsbetrieb der Stadt Burgas, Burgasbus unterhält regelmäßige Verbindungen nach Draganowo.